# Vahadenia caillei
Vahadenia caillei là một loài thực vật có hoa trong họ La bố ma. Loài này được (A.Chev.) Stapf ex Hutch. & Dalziel miêu tả khoa học đầu tiên năm 1931.